# عرعار مفصلي
العرعار المفصلي نوع نباتي شجري يتبع جنس العرعار منالفصيلة السروية. ينتشر في المغرب العربي وإسبانيا.